# Delone Carter
Delone M. Carter (Akron, 22 giugno 1987) è un ex giocatore di football americano statunitense che ha militato nel ruolo di running back nella National Football League (NFL). Fu scelto nel corso del quarto giro (119º assoluto) del Draft NFL 2011 dai Colts. Al college ha giocato a football alla Syracuse University.

## Carriera professionistica

### Indianapolis Colts
Considerato uno dei migliori prospetti tra i running back disponibili, Carter fu scelto nel corso del giro del Draft 2011 dagli Indianapolis Colts. Nella sua stagione da rookie disputò tutte le 16 partite della stagione regolare, tre delle quali come titolare, dorrendo per 377 yard e segnando 2 touchdown.
Nella settimana 14 della stagione 2012, Carter stabilì il suo nuovo primato stagionale segnando il terzo touchdown nella vittoria sui Tennessee Titans.

### Baltimore Ravens
Il 21 agosto 2013, gli Indianapolis Colts scambiarono Reed con i Baltimore Ravens per il wide receiver David Reed. Il 30 agosto 2013 fu svincolato.

## Statistiche
| Partite totali             | 16  |
| Partite totali da titolare | 3   |
| Yard su corsa              | 377 |
| Touchdown su corsa         | 2   |